# Dusičnan neodymitý
Dusičnan neodymitý je anorganická sloučenina s chemickým vzorcem Nd(NO3)3. Je to ve vodě rozpustná sůl neodymu a kyseliny dusičné, tvořící fialové krystalky, která tvoří krystalické hydráty.

## Příprava
Dusičnan neodymitý může být připraven rozpuštěním oxidu neodymitého, hydroxidu neodymitého, nebo uhličitanu neodymitého v kyselině dusičné:
Nd2O3 + 6 HNO3 → 2 Nd(NO3)3 + 3 H2O
Nd(OH)3 + 3 HNO3 → Nd(NO3)3 + 3 H2O
Odpařením výsledného roztoku vzniká hexahydrát dusičnanu neodymitého. Jeho dalším zahříváním pak bezvodý dusičnan.

## Vlastnosti

### Fyzikální vlastnosti
Dusičnan neodymitý je rozpustný ve vodě, ethanolu i acetonu.
Vytváří krystalické hydráty Nd(NO3)3·nH2O kde n = 0, 4 nebo 6.

### Chemické vlastnosti
Hydráty dusičnanu neodymitého ztrácí vodu při zahřívání, a potom se rozkládají za vzniku NdONO3.